# Oxfordi vár
Az oxfordi vár középkori normann erőd az angliai Oxfordban. Az eredetileg motte-and-bailey típusú földvárat a 11. században kővárrá építették át, mely fontos szerepet játszott a 12. századi angliai öröklési háborúban, mely Angliai Matilda (Maud) és Blois-i István között tört ki. A 14. századra katonai szerepe lecsökkent és többnyire a megye közigazgatási központjaként és börtöneként működött.
Az angol forradalomban nagy részét lerombolták, a 18. századra a megmaradt épületekben alakították ki a városi börtönt. 1785-ben egy új börtönkomplexum építésébe kezdtek a helyszínen. 1876-ban a komplexumot tovább bővítették.
A börtön 1996-ban bezárt és az épületben a Malmaison szállodalánc egyik hoteljét alakították ki. A vár középkori maradványai, beleértve a lakótornyot és várudvart, a Szent György-tornyot és a kriptát, I. kategóriás védett műemlék épületek (British Listed Building).

## Története

### A vár építése

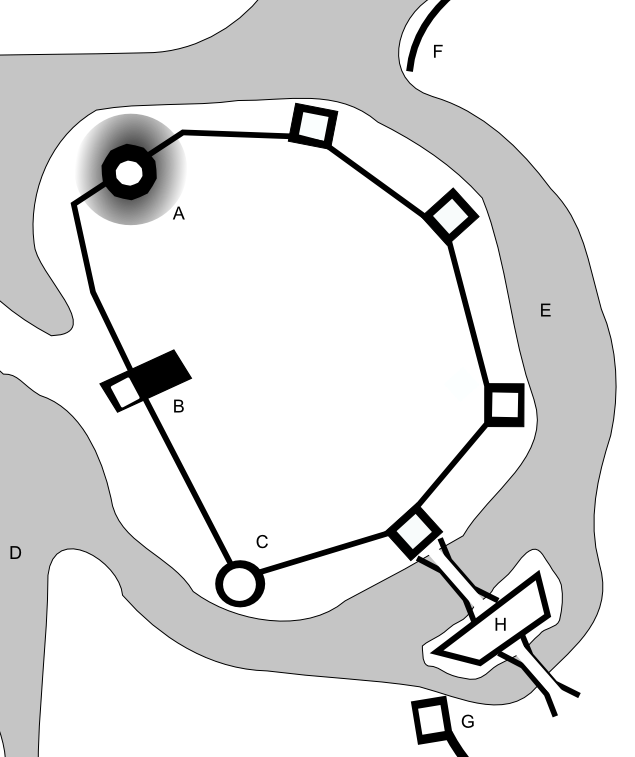
Az oxfordi vár alaprajza 1250 körül. A: öregtorony; B: Szent György tornya C: Kerek-torony; D: Isis folyó; E: várárok; F: városfal; G: nyugati kapu; H: barbakán

Az Abingdoni krónika szerint az oxfordi várat idősebb Robert D'Oyly építtette 1071 és 1073 között. D'Oyly Hódító Vilmos oldalán érkezett Angliába az 1066-os normann invázió során. Vilmos Oxfordshire-ben jelentős földeket adományozott támogatójának. Mivel a normann betörés hatalmas károkat okozott itt, a király arra utasította D'Oylyt, hogy építsen várat a város feletti hatalom megerősítése céljából. Ennek megfelelően D'Oyly a megkapta az oxfordi vár királyi parancsnoka örökletes címet, így a környék leghatalmasabb urává válhatott. Az oxfordi vár nem szerepel a Domesday Book által említett 48 vár között, a feljegyzés azonban nem tartalmazza a kor összes létező várát.
D'Oyly a város nyugati pontján jelölte ki az új erőd helyét, ahol a Temze egyik holtága, a Castle Mill Stream természetes védelmet biztosított. A várárkot a holtág elterelésével hozták létre. A történészek vitatkoznak azon, hogy a helyen korábban állt-e erődített angolszász építmény. Míg az tény, hogy a terület már korábbról lakott volt, a kérdés eldöntéséhez nem áll rendelkezésre döntő bizonyíték. A várat a városszövetbe illesztették be, azt azonban nem tudni, hogy felépítéséhez szükség volt-e a meglévő épületek lerombolására. A Domesday Book nem említ épületbontást, így elképzelhető, hogy a környék már elnéptelenedett Oxford elfoglalásakor. Egy másik elképzelés szerint a vár egy létező utca mentén épült, ez azonban számos épület lebontásával járhatott.
A felépült vár egy hatalmas motte-and-bailey típusú erődítmény lehetett, melynek tervei a D'Oyly utasítása alapján korábban már Wallingfordnál elkészült vár tervei alapján készültek. Az öregtorony eredetileg 18 m magas és 12 m széles volt és a várfalhoz hasonlóan agyaggal megerősített kőből építették fel. Nem tudni pontosan, hogy a torony vagy várfal épült-e előbb. Egy feltételezés szerint a várfal készült el előbb, ekkor azonban ringwork típusú erődítmény lehetett az eredeti építmény, és nem motte-and-bailey.
A 12. század közepére Oxford várát kőből jelentősen kibővítették. Először 1074-ben Szent György tornya készült el, melyet korallmészkőből építettek. A torony az alapjainál a legvastagabb, 9x9 m, míg felfelé egyre karcsúbbá válik a szerkezet. A vár tornyai közül ez a legmagasabb, valószínűleg azért, mert ez védte a város öreg nyugati kapuját.
A toronyban kriptakápolna is volt, ami egy korábbi templomra épülhetett. A kápolna eredetileg egyhajós volt, félköríves szentéllyel, a normann építészetre jellemző erőteljes oszlopokkal és boltívekkel.
A 13. század elején a várdombon álló fatornyot elbontották és helyére egy 18 m magas, tízszög alaprajzú kőtornyot emeltek, melyhez hasonló a tonbridge-i és arundeli várakban is látható. A torony köré melléképületek épültek, a belső udvar így mindössze 7 m szélesre csökkent. A toronyban lépcső vezetett 6 m mélyen a föld alá egy kora gótikus boltozattal fedett 3,7 m széles terembe, ahol egy 16 m mély kút volt. Ostrom idején ez biztosította a vár vízellátását.

### Az Anarchia és a nemesi felkelések idején

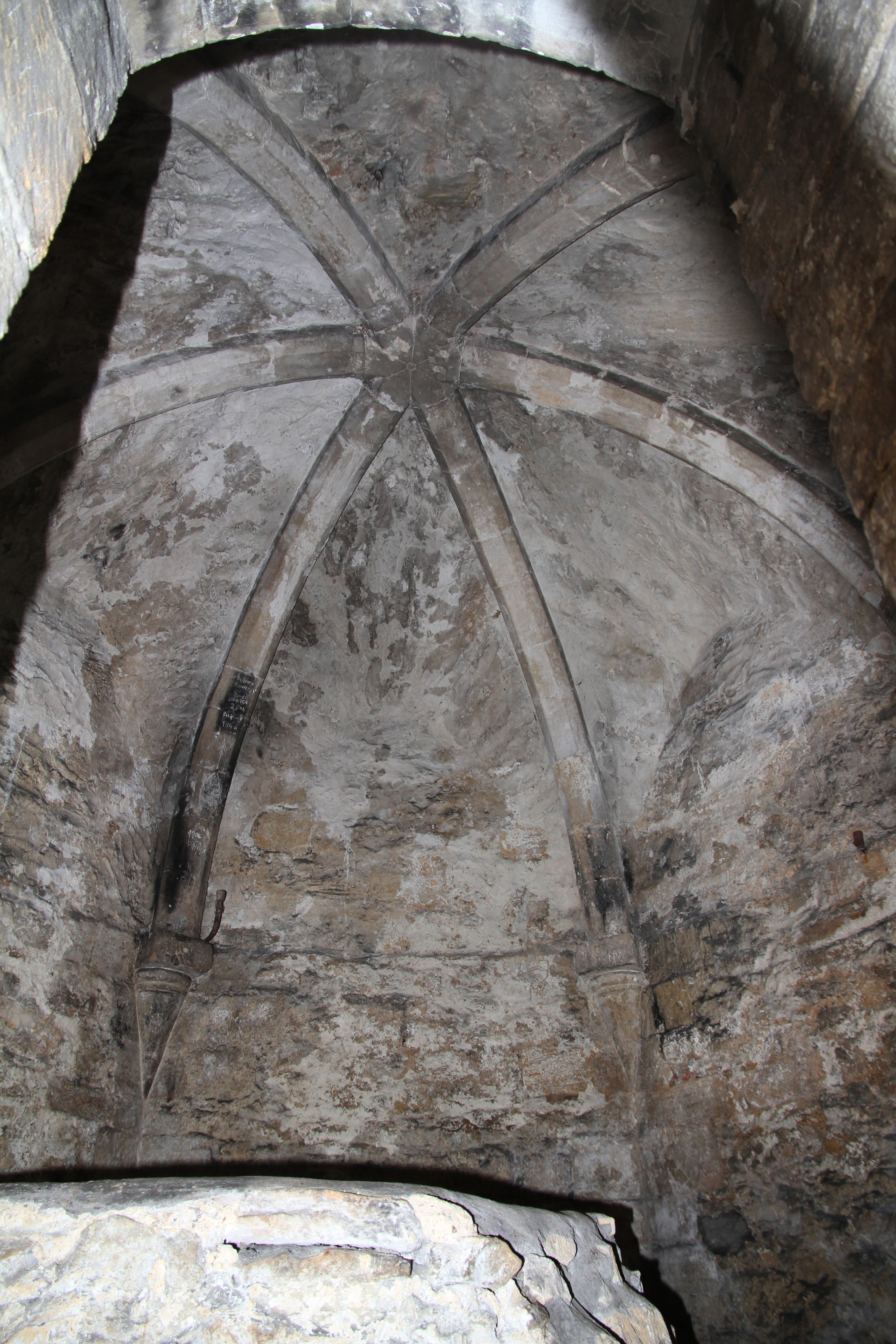
A kora gótikus boltozat

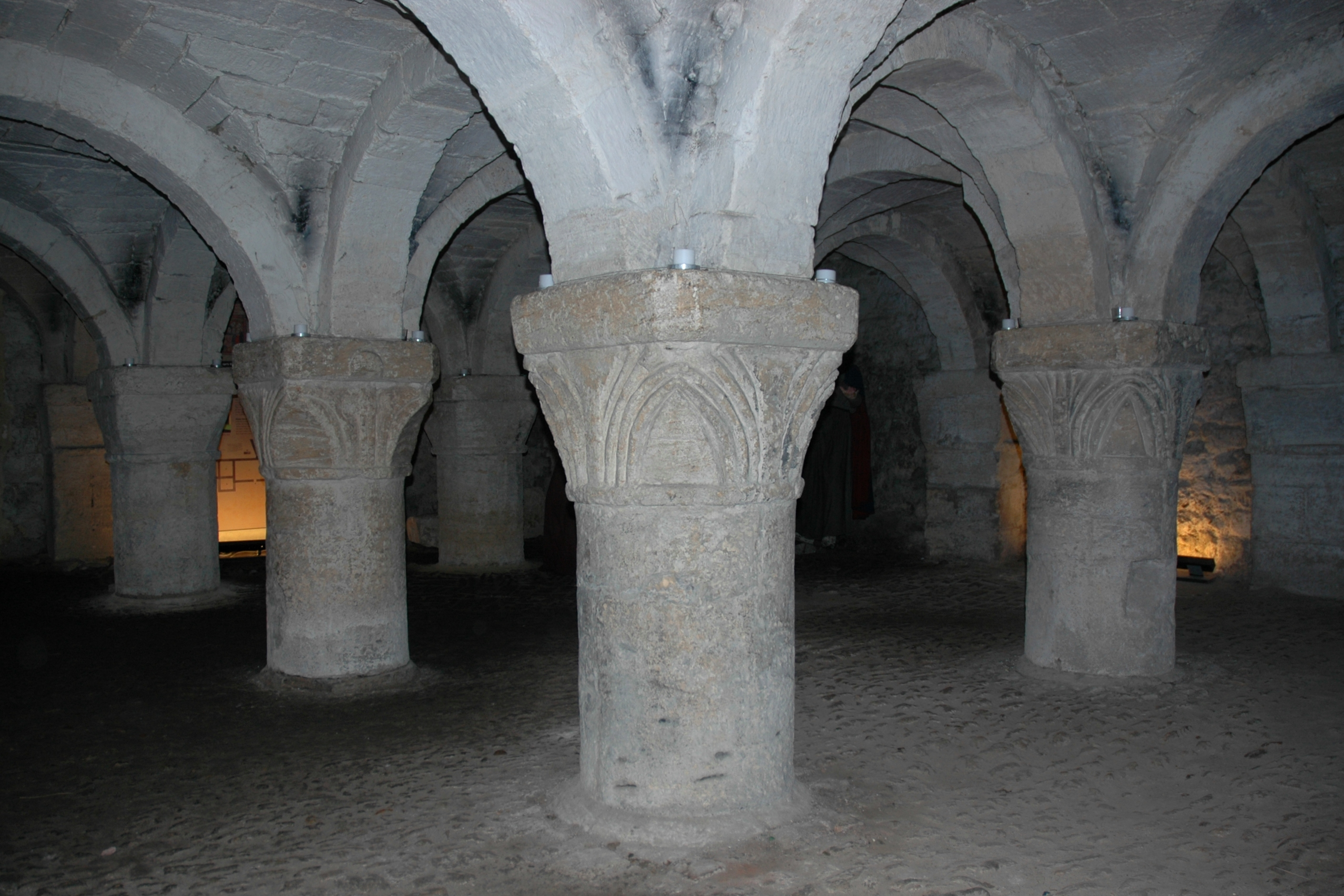
A Szent György-kápolnát 1794-ben újjáépítették, mely során a 11. századi normann pilléreket alapokként használták fel

1135-ben Angliában örökösödési háború tört ki István és Matilda között. Robert D’Oyly unokabátyja, Robert D’Oyly, a konfliktus idején, az 1140-es években örökölte Oxford várát. Robert kezdetben Istvánt támogatta, később azonban Matild mellé állt. Matild 1141-ben Oxfordba érkezett és berendezkedett a várban. István válaszul decemberben Bristolból meglepetésszerűen a város ellen vonult és megostromolta a várat. István két mesterséges dombot emelt az erőd mellett (Jew’s Mount és Mount Pelham). Ezekre ostromgépeket telepített, leginkább a látszat kedvéért, és három hónapig várt, hogy ellensége készletei kifogyjanak. István minden bizonnyal nehezen tudta ellátni csapatait a téli időszakban, éppen ezért a közvetlen ostrom elkerülése azt mutatja, hogy a vár igen erős lehetett.
Matild még azon a télen, az ostrom ideje alatt megszökött a várból. A szökés népszerű változata szerint a hercegnő megvárta, amíg a Castle Mill Stream befagy, fehérbe öltözött, hogy a hóban jól el tudjon rejtőzni, majd három vagy négy lovagjával együtt a falon leereszkedett. William of Malmesbury korabeli krónikás szerint azonban a hercegnő egyszerűen az egyik kapun keresztül távozott. Matild sikeresen elérte Abingdon-on-Thames városát, Oxford pedig a szökését követő napon megadta magát Istvánnak. D'Oyly az ostrom utolsó heteiben meghalt, így a várat William de Chesney irányította a háború befejezéséig. A háborút követően Roger de Bussy lett a vár kapitánya, egészen 1154-ig, amikor Robert D'Oyly legfiatalabb fia, Henry D'Oyly visszaszerezte azt.
Az első nemesi felkelés alatt (1215–1217) Oxfordot ismét megtámadták, ami a vár védelmi rendszerének megerősítését hozta. 1220-ban Falkes de Breauté, aki Anglia középső részén számos királyi várat felügyelt, leromboltatta a vár délkeleti végében álló Szent Budoc-templomot és helyére egy árokkal körülvett barbakánt emeltetett, hogy a főkapu nagyobb védelmet kapjon. A még megmaradt faépületeket kőből újjáépítették, 1235-ben pedig megépült a Kerek Torony is. III. Henrik a vár egy részében börtönt alakított ki kifejezetten a számára kellemetlen tanokat hirdető egyetemi tudósoknak, valamint a várkápolna rácsos ablakait festett üvegezésű ablakokra cserélte 1243-ban és 1246-ban. Mindezek ellenére Oxford vára a Beaumont-palota közelsége miatt sohasem lett királyi rezidencia.

### A 14. és 17. század között

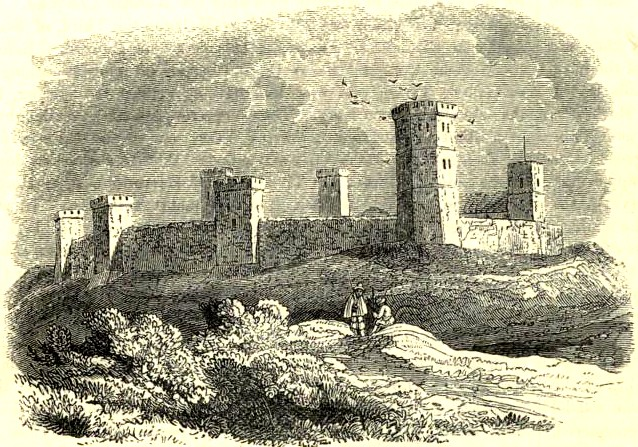
1845-ben készült rajz a várról, ahogy az a 15. században kinézhetett

1327-re a vár, különösen a kapuk és a barbakán, állapota nagyon leromlott, javítási költségét 800 fontra becsülték. Az 1350-es éveket követően katonai szerepe lecsökkent, ami felgyorsította pusztulását. Az épület Oxford megye adminisztrációs központja, börtöne és büntetőbírósága lett. Egészen 1577-ig tartottak itt tárgyalásokat, ekkor azonban pestisjárvány tört ki, ami elpusztította Oxfordshire főispánját, két lovagot, nyolcvan embert és az ülésszak teljes esküdtszékét, beleértve a várat alapító D'Oyly egyik rokonát is. A járvány végleg véget vetett a tárgyalásoknak is.
A 16. századra a barbakánt teljesen elbontották, és a várárok egy része is megszűnt, helyükre új házakat emeltek. 1600-ra az árok szinte teljesen eltűnt és a várfalat mindenhol házak szegélyezték. 1611-ben I. Jakab eladta a várat Francis Jamesnek és Robert Younglove-nak, akik 1613-ban az Oxfordi Egyetemhez tartozó Christ Church College-nek adták tovább. A következő évben a college helyi családoknak adta bérbe az ingatlant, mely ekkor már nagyon rossz állapotban volt, a vártorony oldalán többek között hatalmas repedés futott végig.
Az angol forradalom kitörésekor a királypártiak Oxfordot tették meg központjuknak. A parlamentiek 1646-ban sikeresen megostromolták a várost, élére pedig Ingoldsby ezredest állították. Ingoldsby nagyobb figyelmet szentelt az erődre, mint a városra. 1649-ben a középkori falakat elbontották, és helyükre sokkal korszerűbb föld bástyákat emeltek. Az öregtornyot földművekkel erősítették meg, melyek lehetséges ágyúplatformként szolgáltak. 1652-ben II. Károly közeledtére a parlamentiek lerombolták a vár ezen védelmi rendszerét és a New College-be menekültek, melyben súlyos károkat okoztak. Oxford ezek után elkerülte a további harcokat. A 18. század elején az öregtornyot elbontották és kialakították a vár mai képét.

### A vár börtönként

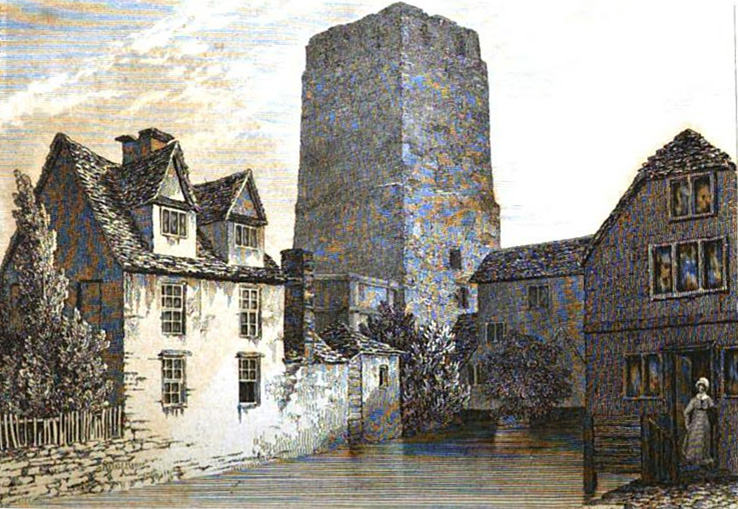
Szent György tornya 1832-ben

A polgárháború után a vár helyi börtönként működött tovább. A börtön a korabeli szokásoknak megfelelően üzemelt: a tulajdonos, ebben az esetben a Christ Church College, bérbe adta az épületet, a börtön vezetői pedig a raboktól élelmezésért és szállásért beszedett díjból szereztek hasznot. Oxfordban még akasztófa is állt, így kivégzéseket is tartottak. 1752-ben itt akasztották fel az apját megmérgező Mary Blandyt. A 18. században többnyire a helyi Etty, illetve Wisdom család működtette a várbörtönt, amelynek állapota folyamatosan romlott. Az 1770-es években a börtönök megreformálásán dolgozó John Howard többször is látogatást tett itt. Nagyban bírálta méretét és minőségét, jelentésében még az itt élő kártevő állatokat is felsorolta. Részben Howard munkájának köszönhetően a helyi hatóságok végül úgy döntöttek, hogy újjáépítik a börtönt.
Az oxfordi megyei bíróság 1785-ben vásárolta meg a várat, az újjáépítési munkálatokat William Blackburn londoni építész irányította. A vár környezete a 18. század végére már jelentősen megváltozott, az éppen épülő New Road áthaladt a várfalon és a várárok megmaradt részeit is feltöltötték az új csatorna számára. Az új börtön építése 1794-ben megkövetelte a Szent György-kápolna mellé épült régi college elbontását és a kripta egy részének visszaállítását. A munkálatok 1805-ben Daniel Harris irányítása alatt fejeződtek be. Börtönigazgatóként Harris Edward King történésszel közösen a rabokkal korai régészeti ásatásokat végeztetett a várban.
A 19. században a területet tovább fejlesztették. Több új épület is ekkor készült el, például 1840 és 1841 között az új megyeháza, 1854-ben pedig a megyei polgárőrség fegyverraktára. A börtönt 1876-ban kibővítették, ami felemésztette a maradék rendelkezésre álló helyet. 1888-ban a nemzeti börtönreformoknak köszönhetően a megmaradt megyei börtönt Őfelsége oxfordi börtönére nevezték át.

### A vár ma

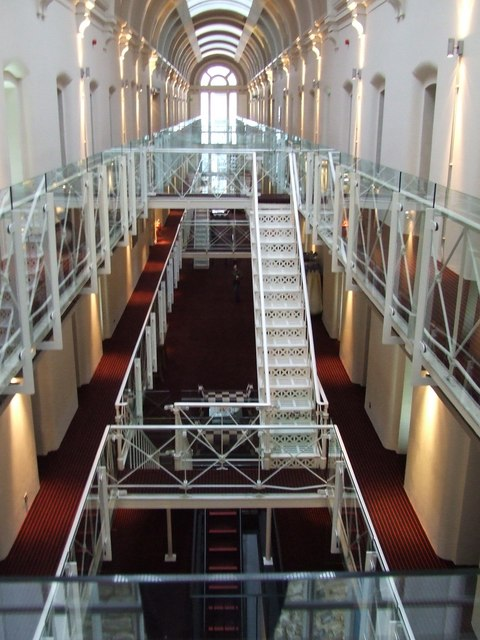
A hotel belseje

A vár megmaradt középkori része 1954 óta I. kategóriás védett műemlék (British Listed Building). Ezek a 11. századi motte a 13. századi kútjával  és a szintén 11. századból származó Szent György tornya a kriptakápolnával és a hozzá tartozó 18. századi D szárnnyal és az Adósok Tornyával. A vár területe is védett műemléknek minősül.
A börtön 1996-ban bezárt és a területet visszakapta a megyei tanács. A létesítmény épületeiből bevásárló és turisztikai központ lett. A középkori épületekben vezetett túrákat tartanak a látogatók számára, míg a szabad területeken piacot és színházi előadásokat tartanak. A központ része a Malmaison szállodalánc oxfordi hotelja, mely a korábbi börtönblokkok nagy részét foglalja magába. A szobák a korábbi cellákból lettek kialakítva. Azok a helyiségek, ahol a testi fenyítéseket vagy a halálbüntetéseket hajtották végre, a szálloda irodái lettek. A vegyes funkciókat ellátó területrehabilitációt az Ingatlanszakértők Királyi Kamarája (angolul Royal Institution of Chartered Surveyors) 2007-ben az Év Projektje díjjal jutalmazta.

## Fordítás
Ez a szócikk részben vagy egészben  az   Oxford Castle című angol Wikipédia-szócikk ezen változatának fordításán alapul.  Az eredeti cikk szerkesztőit annak laptörténete sorolja fel. Ez a jelzés csupán a megfogalmazás eredetét és a szerzői jogokat jelzi, nem szolgál a cikkben szereplő információk forrásmegjelöléseként.